# Gambito (cómic)
Gambito (Remy LeBeau) (Inglés: Gambit) es un superhéroe que aparece en los cómics estadounidenses publicados por Marvel Comics y miembro de X-Men. Apareció por primera vez en las páginas de Uncanny X-Men #266, en agosto de 1990.Forma parte de una subespecie de humanos llamados mutantes, nacidos con habilidades sobrehumanas. Puede crear, controlar y manipular mentalmente energía cinética pura a su antojo. Es uno de los héroes más poderosos del universo 616. Es experto en lanzar cartas, combate cuerpo a cuerpo y uso de un bō. Puede cargar cartas y otros objetos con energía cinética para crear proyectiles explosivos.
Él formó parte de un gremio de ladrones antes de convertirse en miembro de los X-Men. Dada su historia, pocos X-Men confiaron en Gambito cuando se unió al grupo. Siempre hubo una fuente de estrés entre él y su interés amoroso intermitente y eventual esposa Rogue. Esto se exacerbó cuando se revelaron las conexiones de Gambito con el villano Mr. Siniestro, aunque algunos de los miembros de su equipo aceptan que Gambito busca honestamente la redención. A menudo retratado como un «mujeriego», Gambito ha mostrado un lado más vulnerable de sí mismo a lo largo de los años, especialmente cuando se trata de Rogue. Gambito es un cajún de Nueva Orleans; está ferozmente orgulloso de su herencia y habla tanto inglés cajún y francés de Luisiana.
Desde su debut, Gambito ha aparecido en varias series en solitario. A partir de 2013, ha habido tres intentos de un título en curso protagonizado por el personaje. Gambito también ha tenido dos miniseries y protagonizó de manera destacada Gambit & the X-Ternals, el título de reemplazo de Fuerza-X durante la Era de Apocalipsis. Ha aparecido en varias y diferentes series animadas y videojuegos basados en los X-Men.
Taylor Kitsch hizo de él en la película de 2009, X-Men Origins: Wolverine de la franquicia de películas de X-Men, producida por 20th Century Fox. Channing Tatum iba a ser Gambito en un film propio pero terminó cancelado tras unos años, hasta que fue sucedida su aparición para Deadpool & Wolverine (2024) en el Universo cinematográfico de Marvel y estará para Avengers: Doomsday (2026).

## Historial de publicaciones
Gambito fue creado por el escritor Chris Claremont y el artista Jim Lee. El personaje fue introducido en la historia de The Uncanny X-Men #266 (agosto de 1990), que fue escrito por Chris Claremont y dibujado por Mike Collins. Su próxima aparición en la historia estaba destinada a ser en The Uncanny X-Men Annual # 14 (julio de 1990), pero ese libro se publicó tres semanas antes por error, antes de que se publicara el número 266. Debido a que la historia en el anual se desarrolla después de la historia en el n.° 266, existe cierto debate sobre qué problema es la primera aparición «verdadera» del personaje. Gambito se unió a los X-Men y apareció en casi todos los números hasta The Uncanny X-Men #281 antes de pasar al título de X-Men durante varios años. Cuando Storm creó un grupo disidente para buscar los diarios de Destiny en las páginas de X-Treme X-Men, Gambito se unió a ella en el número 5 y coprotagonizó el resto de la serie.

## Biografía ficticia

### Infancia y Juventud
Remy Etienne LeBeaunació en Nueva Orleans, Luisiana. El fue secuestrado del hospital donde nació, luego criado por el gremio de ladrones del clan LeBeau y entregado al anticuario como tributo.
Ellos se referían al niño como "Le Diable Blanc" ("el Diablo Blanco") y creían que estaba profetizado que uniría a los gremios de ladrones y asesinos en guerra. Poco después, Remy fue puesto al cuidado de la Mafia de Fagan, una banda de ladrones callejeros que criaron al niño y le enseñaron las formas del robo. Después de vivir como huérfano en las calles, Remy, de 10 años, intentó robarle el bolsillo a Jean-Luc LeBeau, entonces patriarca del gremio de ladrones. Jean-Luc sacó al niño de las calles y lo adoptó en su propia familia.
Las habilidades de carga biocinética de Remy se manifestaron temprano en su adolescencia, aunque mantuvo sus poderes en secreto de su familia y amigos, practicando sus poderes lejos de miradas indiscretas. Cuando tenía 15 años, acompañó a su primo Etienne Marceaux en su "Diezmo", la prueba de iniciación ritual del Gremio de Ladrones. Sin embargo, salió mal ya que fueron asignados a robarle a la poderosa mutante inmortal Candra, quien rápidamente los capturó. Candra reconoció a Remy de un encuentro que había tenido lugar en su pasado pero en su futuro (debido a una misión de viaje en el tiempo al siglo XIX que Remy tomaría como adulto) y los vendió al gángster mutante deformado y traficante de esclavos infantiles conocido como el Cerdo, que planeaba venderlos a ellos y a otros de su edad a HYDRA como niños soldados. Remy usó sus poderes para escapar de su corral de detención, pero el Cerdo mejorado físicamente los alcanzó rápidamente. Remy descubrió su ataque característico cuando recogió una carta de juego que Etienne había dejado caer, la cargó y se la arrojó a la cara del Cerdo, sacándole un ojo. Finalmente, tras escapar de su cuartel general en el acantilado sumergiéndose en el mar, Remy fue rescatado por el Gremio; Etienne se ahogó.
Más tarde, durante su adolescencia, Remy fue contratado por primera vez por Mr. Siniestro, entonces disfrazado del Dr. Nathaniel Essex. Essex quería recuperar sus diarios robados del programa Arma X. Remy y el Gremio de Ladrones aceptaron la misión y enviaron a Remy a recuperar dichos diarios. De pie en el frío, explorando las instalaciones de Arma X, Remy no pudo soportar el frío y juró que robaría una chaqueta larga y elegante en Nueva Orleans después de la misión, lo que hizo. Al ingresar a las instalaciones, Remy fue testigo de cómo Wolverine escapaba de su procedimiento de adamantium y encontró los diarios. Sin embargo, al considerar que eran demasiado peligrosos para Essex, ya que Remy no confiaba plenamente en él, Remy quemó los diarios. El regresó a casa, solo para encontrar un Gremio de Ladrones y Essex decepcionados.
En un intento de reconciliar a los Gremios de Ladrones y Asesinos, Remy se casó con Bella Donna Boudreaux, nieta del líder de los asesinos, a quien conoció a la edad de ocho años. Desafortunadamente, su hermano Julien lo desafió a un duelo después de la boda. En el duelo, Gambito mató a Julien y fue exiliado de la ciudad, poniendo fin a su relación romántica con Bella Donna.

### Masacre mutante
Después de su exilio de Nueva Orleans, Gambito recorrió el mundo y se convirtió en un ladrón experto, haciendo muchos contactos (y también muchos enemigos). En París, Francia, Gambito conoció al villano Dientes de Sable, quién asesinó a una joven amante de Gambito por la posesión de una joya que la joven le había robado al cliente de Dientes de Sable.
Durante este periodo, Gambito descubrió que poseía una cantidad incontrolable de energía recorriendo su cuerpo, al grado de que no podría resistirla. Desesperado, Gambito acudió a Mr. Siniestro por ayuda. Siniestro modificó los poderes de Gambito, haciéndolo significativamente menos poderoso, pero capaz de controlar la cantidad aún considerable de energía que había en él. Sin embargo, Siniestro quería que se le pagara el favor, así que Gambito estuvo a cargo de dirigir una misión para él. Gambito se reunió con un grupo de mercenarios a los que Siniestro había nombrado Los Merodeadores. El grupo incluía a Dientes de Sable como uno de sus miembros. La misión de Gambito era dirigir a los Merodeadores dentro de los túneles de Nueva York donde el objetivo era eliminar a la comunidad de mutantes parias que habitaban dichos túneles, los Morlocks. Cuando Gambito llevó al grupo de asesinos a los túneles y descubrió la dimensión del crimen, intentó detenerlos. Pero él solo logró rescatar a una pequeña niña morlock de nombre Sarah (quién creció para convertirse en Marrow).

### X-Men
Después de vagar por el mundo, Gambito regresó a los Estados Unidos. Allí conoció y rescató a la X‑Men Tormenta, quien había sido rejuvenecida hasta la infancia, amnésica y sin poderes. Gambito y Tormenta se convirtieron en socios criminales. Finalmente Gambito le ayudó a recuperar la memoria, y tras ayudarle a vencer a Nanny y al Rey Sombra, la llevó de vuelta con los X-Men.
Tormenta invitó a Gambito a quedarse con los X-Men. A pesar de sus impulsos por abandonar la Mansión-X, Gambito terminó quedándose en el equipo y fue aceptado como miembro oficial. Gambito pasó a formar parte del equipo Azul bajo el liderazgo de Cíclope.
Aunque inicialmente Gambito coqueteó con todas las integrantes femeninas de los X-Men, fue Rogue quién acaparó su atención y comenzó a coquetear con ella a pesar de sus modales bruscos, y el obstáculo de su poder incontrolable que impedía a cualquiera tocarla.
Cuando el mutante Bishop llegó del futuro y se unió a los X-Men, acusó a Gambito de ser El Testigo, quien en su línea temporal se trataba del último que vio a los X-Men con vida luego de que estos murieron traicionados por uno de los suyos. Bishop acusó a Gambito de ser dicho traidor. Debido a la falta de pruebas, los X-Men no le creyeron, y la relación entre ambos quedó enemistada.
Gambito recibió la visita inesperada de su esposa Bella Donna, quién le suplicó ayuda para salvar a los Gremios de Ladrones y Asesinos de un ataque de los Brood. Gambito, con ayuda de los X-Men y Ghost Rider derrotó a los Brood. Pero Bella Donna aparentemente muere en el combate.
Durante su «residencia» en la Mansión X, Dientes de Sable reveló que Gambito tenía muchos secretos ocultos de su pasado. A pesar de esto, Gambito y Rogue formalizan su relación. Más adelante, cuando el mutante Legión, amenazó con desaparecer la realidad, Rogue se dejó guiar por un impulso y besó a Gambito. Cuando todo volvió a la normalidad, Gambito cayó en coma durante algunas semanas tras sufrir los efectos del tocar a Rogue. Ella absorbió ciertos secretos de su pasado y su relación se fractura.
Durante la batalla contra Onslaught, Bishop reconoció a este ente y sus acciones como las acciones que conllevaron a la destrucción de los X-Men en su futuro, lo que le hizo descubrir que, al final, quien traicionó a los X-Men no fue Gambito, sino el propio Charles Xavier al transformarse en Onslaught. Desde entonces, la relación entre Gambito y Bishop mejoró considerablemente.
Tiempo después, Gambito y los X-Men son capturados por Magneto, entonces bajo el disfraz de Erik el Rojo. Rogue fue forzada a besar de nuevo a Gambito, revelando que él había ensamblado al equipo de Merodeadores que después mataron a la mayoría de los Morlocks. Esta revelación causó que Rogue lo rechazara. Gambito fue expulsado de los X-Men de modo sumario y fue abandonado en el desolado territorio de la Antártida.
Hambriento y asediado por el desprecio de Rogue, Gambito logró llegar a la ciudadela de Magneto, donde se encontró con la esencia psiónica de un mutante muerta llamada Mary Purcell. Mary, similar a un espectro, se enlazó con él, permitiéndole sobrevivir hasta que llegó a la Tierra Salvaje, una jungla escondida en los parajes gélidos. Ahí, Gambito hizo un trato con un ser enigmático conocido como el New Son. A cambio de regresar a América, Gambito accedió a realizar una serie de tareas para el New Son (Nuevo Hijo, en inglés).
Cuando la absorción de la mente de Gambito se desvaneció de ella, Rogue pasó meses buscándolo sin éxito. Gambito se encontró de vuelta con los X‑Men cuando intentaba robar la legendaria Gema Escarlata de Cyttorak para su nuevo jefe. Accedió a regresar al equipo principalmente por respeto propio y por Rogue.

### X-Treme X-Men
Cuando Tormenta reunió a un equipo de X-Men en la búsqueda de los diarios de la fallecida mutante vidente Destiny, Gambito se ofreció para unirse a ellos, pero Rogue, temiendo que sus propios poderes cada vez más difíciles de controlar pudieran herir a Gambito, rehusó que los acompañara. Gambito volvió a su vida como un ladrón. Más tarde, Gambito fue incriminado por Sebastian Shaw en la muerte de un jefe criminal australiano conocido como Lord Viceroy. Con la ayuda de Rogue, el equipo de X-Men de Tormenta y Red Lotus, Gambito pudo limpiar su nombre y se incorporó al nuevo equipo de X-Men.
Poco después, Gambito se ve envuelto en la lucha de los X-Men contra una invasión extraterrestre comandada por el jefe guerrero interdimensional Khan. Después de intentar ensamblar el «Madripoor Set», un grupo de siete gemas místicas, Gambito fue capturado y usado como una fuente de poder para que los invasores pudieran abrir un portal que le permitiría a su flota completa pasar y completar la conquista de la Tierra. En medio de la batalla, al villano llamado Vargas, decidió aprovechar la invasión como una oportunidad para intentar matar a Rogue, quién según los diarios de Destiny, estaba condenada a matarlo. Rogue intentó proteger a Gambito de la espada de Vargas, pero él los atravesó a ambos. Rogue y Gambito sobrevivieron, pero perdieron sus poderes mutantes por un tiempo. A raíz de esto, la pareja buscó llevar una vida normal y reparar su relación, retirándose temporalmente de los X-Men e instalándose en la nueva casa de Rogue en Valle Soleado, California.
El equipo finalmente regresó a la Mansión X. La mutante Sage, «reinició» los poderes de Remy con la ayuda de Rogue. De cualquier modo, esto resultó ser una maldición más que una bendición cuando una de las cartas de Gambito le explotó en su cara, cegándolo. Gambito permaneció ciego por varios meses hasta que Sage logró devolverle la vista usando sus poderes de nuevo. Es posible que ella hiciera esto incrementando los poderes de generar energía cinética de Gambito a una magnitud que le permitieran acelerar el proceso natural de curación de su cuerpo.

### Jinetes de Apocalipsis y Merodeadores
La madre adoptiva de Rogue, la villana Mística, estaba poco contenta con la elección de pareja de su hija adoptiva y se infiltró al Instituto Xavier cambiando su aspecto al de una estudiante de nombre Foxx. Mística se unió al equipo de Gambito en un intento de arruinar su relación con Rogue. Después de que Gambito se resistiera a sus encantos, Mística regresó a su forma original y le ofreció a Gambito algo significativamente más difícil de rechazar: se transformó en Rogue y le ofreció a Gambito una Rogue con la que podría tener una relación física. Si tuvieron una relación o no, es incierto. Rogue finalmente descubrió la presencia de su madre en la escuela. Esto originó la separación que Mística esperaba.
Al regreso de Apocalipsis, Gambito fue sometido por el villano y fue transformado en uno de los Jinetes de Apocalipsis: La Muerte. Gambito pretendía penetrar el bando de Apocalipsis para proteger a los X-Men, pero sus cálculos fallaron y la transformación de su cuerpo alteró también a su mente. A pesar de las alteraciones a su cuerpo y mente, Gambito conservó una gran porción de su antiguo ser, afirmándole a Apocalipsis, «soy Muerte y Gambito», y también recordaba su amor por Rogue siendo incapaz de asesinarla.
Más tarde, Gambito se unió a Mr. Siniestro como uno de sus Merodeadores. Gambito es el encargado de robar Hope, la pequeña bebé mutante mesías que tanto los X-Men como los Merodeadores ansían tener. Gambito entrega el bebé a Mística, quien en ese momento está transformada en Siniestro, para así poder despertar a Rogue de un trance en el que cae al combatir a los Merodeadores. Sin embargo, Mística planeaba sacrificar a la bebé haciendo que su piel rozara la de Rogue para despertarla, algo que Gambito interrumpe al descubrirlo, pues según él, Rogue preferiría morir a asesinar a un bebé. Milagrosamente, el plan de Mística funciona mejor de lo que esperaba, pues Rogue despierta sin que la bebé muera. Tras la derrota de los Merodeadores, Gambito revela su rol como encubierto en el equipo, pero Rogue lo abandona.

### Carrera en solitario
Después de haber recibido la noticia de que el Gremio de Asesinos de Nueva Orleans intentó matar a Charles Xavier, Gambito decide realizar un seguimiento de Xavier y salvarlo de un posible peligro. Se las arregla para combatir a los atacantes de Xavier, derrotándolos antes de que lo encuentren. Gambito y Xavier, luego, viajan a la instalación de investigación nuclear en Alamogordo, el lugar donde el padre de Xavier trabajó en algún momento de su vida. Allí descubren que Mr. Siniestro esta ejecutando sus operaciones genéticas en el gen mutante. Gambito y Xavier son atacados por el Gremio de Asesinos. Estos les capturan y los llevan a Almagordo, donde se revela que la líder de los asesinos era Amanda Mueller, directora del Proyecto Black Womb, que tiene previsto utilizar a Xavier y Siniestro para activar la máquina de Cronos, con el fin de ser capaz de revivirse a sí misma con la propia esencia y superpoderes de Siniestro. Mientras tanto, Gambito logra derrotar al resto de los asesinos con la ayuda de Sebastian Shaw, y forman una alianza temporal con la conveniencia de destruir la máquina de Cronos y rescatar a Xavier. Gambito junta su poder con Shaw dándole el poder suficiente para destruir por completo la máquina.
Con ayuda de Xavier, Gambito viaja a Australia a buscar a Rogue. Allí se encuentran con Peligro, la nueva encarnación del Cuarto del Peligro de los X‑Men. Finalmente, Xavier, Gambito y un grupo de piratas Shi'Ar, logran desactivar a Peligro. Después de esto, se puso de manifiesto que los poderes de Rogue nunca se desarrollaron verdaderamente más allá de su inicial «incipiente» etapa, que fue la razón por la cual sus poderes no funcionaban correctamente. El Profesor, ahora consciente de este hecho, utiliza su telepatía para derribar los muros mentales que mantienen los poderes de Rogue en fase de desarrollo, así como la eliminación del eco mental de Mística que la está afectando. Gambito y Rogue finalmente se besan sin consecuencias.
Gambito, junto con Rogue y Peligro decide ir a San Francisco con el fin de reagruparse con los otros X-Men. En su camino son interceptados por Pixie que los teletransporta a la ciudad, que se encuentra en un estado de caos debido a los movimientos anti-mutantes y pro-mutantes. Cíclope envía a los tres con el fin de localizar a varios estudiantes que faltan y llevarlos a casa. El equipo termina enfrascado en una batalla contra los Avengers Ares y Ms. Marvel.
Después de la batalla, Gambito está de nuevo a las órdenes de Cíclope, quien le encomienda, debido a sus habilidades de infiltración y sigilo que posee como ladrón, la misión de destruir la silla de la máquina Omega que Norman Osborn había construido para neutralizar los poderes mutantes de Xavier. Durante el aguerrido combate contra los dos guardias con poderes, la adrenalina reactiva la personalidad del Jinete de Muerte una vez más, poseyéndolo por completo. Una vez recuperado el control, Gambito destruye la máquina Omega.

### Utopía y X-Factor
Gambito, junto con un grupo de X-Men, viaja al Limbo para rescatar a Magik. Las cosas salen mal cuando la tierra comienza a temblar y un ejército de demonios monstruosos ataca al equipo. Gambito es abrumado y cae de nuevo en su personalidad del Jinete de la Muerte. Como Muerte, Gambito fue capaz de transformar a dos de sus compañeros de equipo, Dazzler y Northstar, en seres como él. Gambito fue apuñalado por Magik y Pixie con sus espadas mágicas, lo que permitió a Gambito reafirmar el control sobre su forma una vez más.
Más tarde, Gambito y Tormenta fueron llamados para ayudar a robar el cuerpo decapitado de Drácula para que los X-Men pudieran resucitarlo y que ayudara en su lucha contra su hijo, Xarus.
Más tarde, Gambito emprende un viaje con la joven mutante X-23. Gambito decidió vigilarla cuando la joven decidió viajar por el mundo para descubrir su verdadero origen. Durante esta etapa, Gambito tuvo un discreto romance con Jessan Hoan, conocida como El Tigre, la líder criminal de Madripoor. Esto fragmenta de nuevo su relación con Rogue.
Más adelante, Gambito fue reclutado dentro de la «Escuela Jean Grey para Jóvenes Dotados» de Wolverine para convertirse en maestro y mentor de los estudiantes. También tuvo la oportunidad de dirigir a un equipo de X-Men. Más adelante, fue reclutado como el líder del nuevo Factor-X, patrocinado por Industrias Serval. El equipo tuvo una corta duración.

### Matrimonio con Rogue
Gambito se relacionó en una serie de negocios con el mercenario Fantomex. Precisamente cuando estaban en medio de un robo al Museo del Louvre de París, ambos acuden a una señal de socorro de la x-men Psylocke en Londres. Allí Gambito se reencuentra con Rogue.
Después de combatir al Rey Sombra y a Proteus en Londres, Gambito y Rogue regresan al Instituto Xavier. Kitty Pryde lo envía en una misión encubierta con Rogue a la isla Paraíso como una suerte de «terapia de pareja», mientras investigan una misteriosa desaparición de mutantes. Ambos enfrentan sus emociones y desafíos de su relación y también descubren que sus recuerdos y poderes (así como los de los mutantes desaparecidos) son drenados por un mutante llamado Lavish. La pareja decide reconciliarse. Una conversación con Tormenta y Nightcrawler incita a Gambito a proponerle matrimonio a Rogue luego de que Kitty cancela su boda con Coloso. La pareja decide aprovechar la presencia de todos sus amigos y son casados por el rabino que oficiaría la boda de Kitty.
Gambito y Rogue se van de luna de miel al espacio. Ellos reciben un mensaje de Kitty Pryde sobre un paquete secreto que deben encontrar. Sin embargo, el paquete involucra al Imperio Shi'Ar y varios otros también lo persiguen. Pronto descubren que el paquete es en realidad Xandra, la hija creada biogeneticamente de Xavier y Lilandra. Los recién casados pronto son atrapados por los shi'ar, pero pueden liberarse con la ayuda de Cerise y los Starjammers. Después de leer la mente de Rogue, Xandra ofrece arreglar sus habilidades para poder tocar a cualquiera, sin embargo, Rogue se niega, pues la última vez que lo intentó, no aprendió a controlarlos. Ellos son interrumpidos por Ave de Muerte y la Guardia Imperial y comienzan a luchar. Al darse cuenta de que están perdiendo la pelea, Xandra usa sus habilidades para hacer que todos piense que ella y Rogue fueron asesinadas. Después de que la Guardia Imperial y Ave de Muerte se retiran, Rogue descubre que sus poderes se han vuelto incontrolables, ya que ahora puede absorber recuerdos sin tocar a nadie. Xandra explica que sus poderes han evolucionado, Rogue tendrá que aprender a controlarlo por sí misma. Gambito y Rogue regresan a la Tierra.
Durante la temporada de vacaciones, Gambito y Rogue son arrastrados al Mojoverso. Al principio no se dan cuenta de lo que está sucediendo debido a que sus mentes se bloquean y la habilidad de Rogue se vuelve inestable. En un reality show montado por Mojo, Gambito entra en un bar donde conoce a una misteriosa morena que resulta ser Espiral. Ella restaura su memoria y le hace una oferta a Gambito: si él roba algo para ella, ella ayudará a Rogue con sus poderes y los ayudará a escapar. Espiral se encuentra con Rogue en su mente y le explica que hasta que este consciente de lo que puede hacer con sus nuevas habilidades, estará bloqueando inconscientemente el control sobre sus poderes.

## Poderes y habilidades

### Energético
Gambito puede cargar objetos inanimados con energía (energía potencial relativa a la actividad de las moléculas de un objeto), dándoles poder explosivo. Uno de sus trucos característicos es lanzar cartas (siendo su carta favorita la reina de corazones) a sus oponentes, cargando de energía cada carta, convirtiéndola en un proyectil mortal y diciendo la frase «Mi nombre es Gambito, recuérdalo bien». Otros de sus trucos han incluido cargar de energía goma de mascar cuando se encontraba completamente atado y cargar de energía el piso de un cuarto entero, causando que explotara con una enorme dureza. El ataque más poderoso de Gambito consiste en cargar de energía un mazo completo de una baraja y lanzarlo a su oponente. La energía liberada por la continua explosión de las cartas es tan grande que puede dañar incluso a los más poderosos personajes de Marvel Comics (por ejemplo, Gladiador fue dejado inconsciente por este ataque). Una habilidad más peligrosa, variante de este poder, es que puede incluso hacer explotar a personas, esto se demostró en X-men Evolución, cuando agarró a Sapo y lo cargó con energía cinética, amenazando a la Hermandad que haría explotar toda la casa de Mystique si no lo obedecían.
Gambito usualmente porta consigo un bastón extensible formado por una aleación de Adamantium, está altamente entrenado en artes marciales, y tiene los atributos físicos de un cuerpo hecho para mantenerse naturalmente en movimiento constante (posiblemente un efecto secundario de sus poderes mutantes), haciéndolo un individuo superhumanamente acrobático. En numerosas ocasiones ha demostrado la habilidad de convencer a la gente usando una hipnosis ligera, para la que debe cargar ligeramente de energía potencial eléctrica el cerebro del individuo, y parece ser capaz de evitar intentos de leer su mente o atacarlo psíquicamente debido a la carga de energía potencial siempre presente en su cuerpo. Esta habilidad de convencimiento podría no ser un resultado de hipnosis, sino que podría ser un poder basado en la empatía. Se ha mencionado que esta habilidad se vuelve menos efectiva cuando la gente está consciente de su existencia.
En su juventud, Gambito tenía la habilidad de controlar todas las formas de energía (cinética, potencial, interna), permitiéndose cargar cualquier cosa en su campo visual, cargar materia orgánica, proyectar ráfagas de energía, desafiar la gravedad, sanar heridas, imitar diversos tipos de energía, y enfriar objetos reduciendo su energía interna. Pero la incapacidad de controlar esto hizo que recurriera a Siniestro, quien extrajo la porción de su tejido cerebro responsable de la manifestación total de sus poderes mutantes. Después, regresó con Siniestro mientras este se encontraba en la Inglaterra victoriana, y se le reimplantó esa porción de materia gris, restaurando sus poderes al 100 %, hasta que los consumió después de pelear con el New Sun. Se desconoce si cuando Sage 'reinició' su mutación, esta pudo haberse revertido a su nivel de poder original.
Como Muerte, el Jinete de Apocalipsis, Gambito ha mostrado la habilidad de convertir objetos inertes en sustancias tóxicas. Por ejemplo, pudo transformar aire respirable en gases venenosos.

## Otras versiones

### Era de Apocalipsis
En la continuidad de Era de Apocalipsis, Gambito era un miembro de los X-Men y uno de los amigos más cercanos de Magneto. Al igual que su contraparte en la continuidad de la Tierra-616, Gambito también se enamoró de Rogue, lo que produjo que abandonara a los X-Men cuando Rogue escoge a Magneto como pareja, a quien sí podía tocar debido a que ambos poseían poderes basados en el magnetismo ella absorbió los poderes de Polaris del mismo modo que ocurrió con Ms. Marvel en la continuidad de la Tierra-616. Gambito, como un miembro del Gremio de Ladrones, mantuvo cierta conexión con Candra, quien fue también una de los Jinetes de Apocalipsis hasta que fue asesinada. A pesar de haber dejado a los X-Men, Gambito continuó luchando por «el Sueño» a su modo. Ensambló a un grupo de ladrones a quien nombró los «X-Ternals», quienes robaban al régimen de Apocalipsis y a la aristocracia mutante para proveer de comida y medicinas a los humanos que aún vivían en Nueva York. Tuvo también una relación con Lila Cheney, aunque no había olvidado a Rogue.
Cuando Magneto puso en acción su plan para salvar a Xavier, Gambito accedió a robar un fragmento del Cristal M'Kraan con la ayuda de sus X-Ternals. Gambito y los X-Ternals son perseguidos por Mudir Rictor Y después de enfrentan a la Guardia Imperial Shiar. Aun así, Gambito obtiene un fragmento del Cristal, dando a cambio su renuncia al amor que sentía por Rogue. Gambito pensó que había perdido la capacidad de amar. El grupo regresó a la Tierra; sin embargo, Gambito perdió tanto el fragmento del cristal como a Charles, hijo de Magneto y Rogue, a manos del traidor Guido cuando este amenazó con matar a Lila.
A pesar de esto, Gambito fue aceptado de regreso a los X-Men cuando iniciaron una misión para entrar a la ciudadela de Apocalipsis para rescatar a Magneto y poner sus planes en movimiento. Gambito mató al enloquecido Coloso cuando, en su deseo de salvar a su hermana Illyana, mató a su esposa Kitty Pryde y puso en peligro la misión.
Siguiendo la muerte de Apocalipsis y la caída de su régimen, Gambito se volvió una vez más un miembro de los X-Men.
Durante la publicación de la edición del décimo aniversario de Era de Apocalipsis, Gambito era parte de los X-Men y ayudó a Magneto a eliminar a las fuerzas restantes que todavía le eran leales a Apocalipsis. Esto incluyó ayudar a los X-Men a eliminar a los Hellions. Magneto quedó herido al decirle a los Morlocks que eran libres, y cuando estaba recuperándose de sus heridas, Quicksilver detectó señales de mutantes que eran soldados de Apocalipsis en México. Magneto entonces se dirigió allí junto con Quicksilver, Gambito y Sunfire.
Los hermanos Guthrie posteriormente atacaron la base de los X-Men, tomando a Rogue y a Charles Lensherr como prisioneros. Magneto, Sunfire, Gambito y Quicksilver regresaron a la base y derrotaron a los Guthrie. Magneto entonces reveló su secreto que lo vinculaba con Siniestro, guiando a los X-Men al laboratorio de Siniestro en Nueva York. Los X-Men lucharon con los Seis Siniestros, y durante la batalla, Gambito, Nightcrawler y Dazzler fueron absorbidos dentro de Cloak. Nightcrawler salvó a Dazzler, pero no a Gambito, resultando en su muerte. Los X-Men posteriormente lo enterraron y crearon una tumba para Gambito con la inscripción, «La suerte siempre estará de su lado».
En la saga Ángel Oscuro, de la Serie Uncanny X-Force, el equipo de Wolverine (de la Tierra 616) se adentran en la realidad de la «Era de Apocalipsis», para impedir que su compañero Ángel se transforme en el nuevo Apocalipsis. En esa realidad los componentes de Fuerza-X se encuentran con los X‑Men de Magnetos de esa realidad, y entre ellos se encuentra Gambit, quien logró regresar a su realidad desde la dimensión oscura de Cloak.

### Exiles
En Exiles, Gambito de la Tierra-371 era el líder de Arma X (la contraparte despiadada de los heroicos Exiles), habiendo reemplazando a Sabretooth. aparece por primera vez en Exiles #23-25, donde Arma X tiene que trabajar con Iron Man, el monarca fascista de la Tierra en esa continuidad, para matar a todos los Inhumanos. Ellos tienen éxito y se encaminan a la realidad siguiente.
Después aparecería de nuevo con Arma X en Exiles del #38 al 40 y del #43 al 45. Parecía que él y Tormenta habían estado juntos en una relación y que en su realidad, él y Tormenta (una de otra realidad diferente) se encontraban casados. En ese momento Tormenta estaba muerta y había sido reemplazada por Hyperion. En esta misión, Arma X debía matar a los diez mutantes restantes de esa realidad, pero esta versión malvada de Hyperion quería ser el gobernante de la Tierra. Los héroes no querían matar a nadie, pero una batalla con Hyperion prosiguió. Hyperion arrancó con un tiro el brazo de Gambito, obligándolo a refugiarse en los túneles de los Morlocks. Hyperion asesinó a la mayoría del equipo Arma X.
Finalmente, los Exiles aparecieron y determinaron la naturaleza original de su misión aunque inicialmente habían rehusado seguirla. Ellos debían matar a los seis miembros de Arma X y a los Exiles. Hyperion y una versión malvada de Ms. Marvel (quién se había encargado de la mayor parte de las muertes) los obligaron a pelear. Al final, Hyperion fue aparentemente asesinado por Gambito después de que Blink lo hubiera herido lo suficiente para hacerlo vulnerable. Gambito fue desintegrado en la explosión que mató a ambos. En posteriores ediciones fue revelado que Hyperion se revivió a sí mismo y tomó el control del Panoptichron. También se reveló que cada miembro de Arma X y los Exiles que murió o fue devuelto a su hogar fue congelado dentro de una pared de cristal en ese lugar. Cuando los Exiles encontraron el lugar donde se encontraban muchos héroes caídos, Gambito se encontraba entre ellos.

### Mutante X
En el continuidad de Mutante X, Gambito estuvo en un accidente fatal cuando intentaba robar algo. Estaba acompañado por Bloodstorm en ese momento, y le suplicó que lo convirtiera en vampiro para que de ese modo no tuviera que morir. Ella, sin estar muy convencida, aceptó su petición y se convirtió en el ama de Gambito. Él estaba muy descontento con la criatura en la que se había convertido, culpando a Bloodstorm por lo que le había hecho, entonces huyó. Debido a que sus ojos eran naturalmente de iris rojo, nadie en el Gremio de Ladrones notó alguna diferencia en Gambito, facilitándole su alimentación de sangre.
Después, Gambito fue forzado a unirse a los Seis, el equipo de Havok, y mientras estuvo con ellos, recibió de Brute una cura parcial para su vampirismo. Con el suero que había creado, le permitió a Gambito y a Bloodstorm un alivio para su sed de sangre y la habilidad de sobrevivir a ser expuestos a la luz solar.
De cualquier modo, el apreció de Gambito para con el equipo no fue muy profundo. Cuando el equipo estuvo en crisis peleando con Goblyn Force, Drácula, y el Beyonder, Gambito robó el jet del equipo y voló lejos junto con su hija adoptiva Raven, y no fue visto de nuevo.

### X-Men: el fin
En la miniserie X-Men: El fin: Héroes y Mártires, se reveló que Gambito era un clon de Siniestro, creado a partir del ADN previo a la mutación de Siniestro. Siniestro deseaba destruir a su amo, Apocalipsis, y para conseguirlo necesitaba un cuerpo que no hubiera sido sujeto a las alteraciones de Apocalipsis. Entonces creó poderes mutantes para su clon, usando el ADN de Cíclope. Esto hace prácticamente a Gambito el tercer hermano Summers de esa continuidad alterna. No obstante, Apocalipsis se enteró del plan de siniestro y robó al niño, dejándolo al cuidado del Gremio de Ladrones.

### Ultimate Gambito
En esta continuidad, Remy LeBeau es un ladrón Cajún, similar a su versión en la continuidad normal. Una vista retrospectiva muestra que Remy era golpeado brutalmente por su padre. Subsecuentemente fue comprado por un ladrón que le enseñó el arte de robar. Su conexión con Mr. Siniestro ha sido sugerida, pero se ha hecho clara. Después, ya como un adulto, Remy vivió en las calles de Nueva York, realizando actos con cartas y su 'magia', mientras continuaba robando.
En algún momento, Charles Xavier le ofreció a Gambito la oportunidad de unirse a los X-Men, pero el rechazo la oferta. Mientras trataba de salvar la vida de una joven, Gambito se enfrentó con Hammerhead y lo derrotó usando sus poderes para hacer que el cráneo de Adamantium del mafioso explotara.
Gambito también se encuentra en Nueva Orleans con representantes de Andreas y Andrea Von Strucker, los  Gemelos Fenris. Los gemelos eran presidentes de Fenris International y mutantes en secreto. Su meta era obtener la supremacía mutante a través del dominio económico. Para conseguir esto, necesitaban averiguar los secretos de sus rivales de negocios. Los gemelos le hicieron a Gambito una oferta que no pudo rechazar para participar en actividades de espionaje. Adicionalmente, eliminaron su acento y lo ayudaron a controlar sus poderes.
Gambito se topó con los X-Men de nuevo en la feria de Coney Island a donde había sido enviado por los gemelos Fenris para reclutar a Rogue. Para lograr esto, Gambito la aisló del resto de los X-Men. Esto lo consiguió venciendo al equipo entero usando su deseo de no lastimar a ningún testigo inocente. Derribó una rueda de la fortuna gigante venciendo con esto a una parte importante del equipo y venció a Wolverine amenazándolo con hacer explotar su esqueleto, lo que destruiría una enorme porción del área cercana. Entonces procedió a hacer explotar su bastón en la boca de Wolverine, dándole tiempo suficiente para llevarse a Rogue. Los gemelos Fenris consideraban que Rogue sería una empleada ideal debido a que sus poderes mutantes, que incluían ver los recuerdos de otros, les serían muy útiles para conocer los secretos de sus rivales. Sin embargo, Rogue rehusó aceptar el empleo por la naturaleza poco ética de este. En respuesta a la respuesta iracunda de los gemelos, Gambito ayudó a Rogue a controlar a los gemelos y escapar de ahí. Mientras Rogue y Gambit escapan, un enfurecido Wolverine los localiza y golpea considerablemente a Gambit usando únicamente sus puños, evitando que Gambito haga contacto con su esqueleto. Rogue evita que Wolverine mate a Gambit y le dice que él es el verdadero animal en esa situación. Después, Gambito le pide a Rogue que lo acompañe, comentándole lo parecidos que son uno al otro, Rogue acepta y deja a los X-Men.
En una batalla con el Ultimate Juggernaut, Gambito pareció sufrir de heridas mortales. Mientras Rogue le daba un último beso, absorbió por completo sus poderes y recuerdos, aparentemente perdiendo su propia habilidad de absorber los recuerdos y habilidades de otros.
En Ultimate X-men Annual #2, los poderes de Gambito se desvanecieron de Rogue.

### El futuro de Bishop
En la continuidad que tiene lugar en el futuro, que es el hogar del X-Men Bishop (Tierra-1191), los X-Men fueron aniquilados en 1996 por alguien conocido únicamente como «El Traidor-X». Sin embargo, aparentemente hubo un superviviente del ataque, un hombre conocido como «El testigo». Este hombre tenía un acento cajún y cabello largo. Cuando Bishop regresó al pasado, reconoció el rostro de Gambito como el del Testigo.
Después, se revela que el Testigo ha estado viviendo felizmente en Nueva Orleans, sin cambio alguno del aspecto por el cual Bishop lo conocería 80 años después. El conoció a un joven Remy Lebeau quien poseía una colección de trofeos de incontables batallas a través del tiempo (entre los que se encontraban el escudo despedazado del Capitán América, el traje de poder rojo de The Greatest American Hero, y la Mano derecha del destino de Hellboy. Afirmó ser pantemporal, capaz de ver todas las cosas en todas las realidad en todo momento. El hecho de que fuera capaz de conversar con Bishop o cualquier otra persona en un modo de tiempo linear era, aparentemente, debido únicamente a su sentido del humor.

### GeneXt
En la aventura escrita de Chris Claremont conocida como GeneXt Gambito logra contraer nupcias con Rogue y como resultado ambos son progenitores de Oli Raven uno de los cinco nuevos legatarios de los X-men.

### Amalgam Comics
Gambito se fusiona con Obsidian de DC Comics para conformar a Wraith de la JLX.

## En otros medios

### Televisión
- Gambito fue uno de los protagonistas de la serie de televisión de los X-Men de la década de 1990, en la cual su voz fue doblada en inglés por Chris Potter hasta que Potter dejó la serie en 1996 y fue reemplazado por Tony Daniels hasta el final de la serie.[53]Esta versión es un miembro leal de los X-Men que se siente inseguro acerca de si sus compañeros de equipo confían en él, un exmiembro del Gremio de Ladrones, y anteriormente estuvo en una relación romántica con Bella Donna antes de formar una con Rogue durante el curso de la serie.
- Gambito aparece en X-Men '97, con la voz de A. J. LoCascio.[54]En su aparición más notable en el episodio «Recuérdalo», se sacrifica para salvar a Genosha de los Centinelas. En una escena entre los créditos del capítulo "La tolerancia es extinción - Parte 3", Apocalipsis visita Genosha y saca una carta de Gambito de entre los escombros, referenciando su participación como el Jinete de Apocalipsis conocido como "Muerte".
- Gambito aparece en Spider-Man, nuevamente con la voz de Chris Potter. Esta versión es miembro de los X-Men.
- Gambito hace un cameo en el episodio de Los Cuatro Fantásticos «Nightmare in Green» como miembro de los X-Men.
- Gambito aparece en X-Men: Evolution, con la voz de Alessandro Juliani.[53]Esta versión es un miembro de los Acólitos de Magneto que lentamente forma una relación con Rogue después de secuestrarla y obligarla a ayudarlo a rescatar a su padre, Jean-Luc, de los Destripadores. En un avance representado en el final de la serie, Gambito desertó y se pasó a los X-Men.
- Gambito aparece en Wolverine and the X-Men, con la voz de Phil LaMarr.[53][55]Esta versión es un ladrón y saboteador independiente a sueldo con un fuerte acento cajún. Su primera aparición es en el episodio «Ladrones y Gambito» cuando es contratado por los programadores de centinelas para robar un collar que neutraliza los poderes mutantes que estaba en poder de Logan. Este lo convence de ayudarlo y devolverle el collar. Aparece también en el episodio «Ases y ochos» donde intenta robar el casco de Magneto.

### Cine
- En X-Men 2 su nombre está en la lista de mutantes que Mystique mira en la pantalla de la computadora de William Stryker cuando busca información sobre la prisión donde estaba encerrado Magneto.[56][57] Se dice que en algún punto, el especialista doble de riesgo James Bamford llegó a filmar un cameo interpretando a Gambito pero fue completamente eliminado. En cambio, el personaje fue agregado a la novelización de la película escrita por Chris Claremont. El cómic en sí nunca menciona a Gambito por su nombre, aunque aparece como uno de los mutantes afectados por la copia maligna de Cerebro. Él se encontraba jugando cartas en Nueva Orleans cuando repentinamente siente dolor producido por la máquina y hace explotar una mesa con su poder.[58]

- Un guion preliminar de X-Men: The Last Stand sugiere que Gambito iba a ser un personaje secundario. También, en una entrevista, la productora Lauren Shuler Donner afirmó que Channing Tatum audicionó para el papel, antes de que el personaje fuera eliminado del guion.[59] En una entrevista con la revista Wizard, el ex luchador de la WWE, Greg 'The Hurricane' Helms, dijo que planeaba audicionar para ese papel antes de que los productores y los directores decidieran no incluir a Gambito en la película.[60] De acuerdo al comentario de audio en el DVD de X-Men: The Last Stand, Gambito aparecería en la escena del camión de la prisión, antes de que se quitara al personaje. En la novelización de X-Men 3, es uno de los nuevos estudiantes en la mansión que están siendo entrenados por Wolverine, junto con Bala de Cañón, Danielle Moonstar, y Sage.

- X-Men Origins: Wolverine de 2009 fue la película en donde Gambito hizo su aparición efectiva como personaje por primera y única vez, interpretado por Taylor Kitsch. En la historia, Remy es un exprisionero de William Stryker, quien fue apodado «Gambito» por sus guardias mientras los golpeaba en el póquer. Después de dos años logró escapar de la instalación, más tarde fue confrontado por Wolverine, quien quería saber dónde estaba la base de Stryker para destruirla. Gambito, creyendo erróneamente que fue enviado a recapturarlo, peleó contra Wolverine pero este lo deja inconsciente fácilmente de un codazo en la cara, luego Gambito despertó e interrumpió la pelea entre Wolverine y Sabretooth, dejando escapar a Sabretooth y robándole a Wolverine su venganza. Después de que Wolverine lo derrota por segunda vez, Gambito ve que es sincero y lo lleva a la base de Stryker. En el final, Gambito regresa unos minutos y le dice a Wolverine su 'nombre': Logan después de que este pierde la memoria y se pone agresivo con él. Se ofrece para ayudar a Logan y sacar el cuerpo de Silverfox de La Isla, pero Logan lo rechaza, declarando que puede encontrar su propio camino. En Origins, su característico abrigo marrón se ha convertido en un plumero de cuero marrón oscuro, el personaje no usa guantes ni botas, y sus ojos color negro con rojo se han reducido a ojos de color normal que simplemente brillan en rojo cuando usa su poder (principalmente porque los productores sentían que sus ojos distraían demasiado). Los poderes de Gambito también se alteran ligeramente, los objetos que carga no parecen explotar, sino que simplemente golpean con mucha más fuerza; las cartas de juego que arrojaba golpeaban con suficiente fuerza como para lanzar a alguien a través de paredes de ladrillo, puede golpear el suelo para crear una ola de impacto, y puede cargar a su bastón para perforar de forma limpia agujeros en las paredes para escalarlos sin dañar al bastón.

- Una película sobre el personaje estuvo en desarrollo con Channing Tatum como protagonista, la cual tendría como fecha de estreno el 7 de junio de 2019. El 21 de noviembre del 2017 se dio a conocer que la actriz Lizzy Caplan se sumaba al elenco. Sin embargo, la película fue cancelada.[61]
  - Tatum finalmente apareció como Gambito en la película de Marvel Cinematic Universe Deadpool & Wolverine (2024). En la película, es una variante del multiverso que fue enviado al Vacío por la AVT, donde se convirtió en miembro de un grupo de resistencia con variantes de Johnny Storm, X-23, Elektra y Blade, para enfrentar a Cassandra Nova, junto con la ayuda de Deadpool y Wolverine. Más tarde, al sobrevivir fue devuelto a su realidad natal, por la AVT, a pedido de Deadpool. Varios chistes en la película hacen referencia a la película no producida de Gambito que Tatum iba a protagonizar, como que no tiene recuerdos de la vida antes del vacío y que su historia nunca tuvo la oportunidad de ser contada.[62]

### Videojuegos
- Gambito apareció en los juegos de Super Nintendo, Spider-Man and the X-Men in Arcade's Revenge y X-Men: Mutant Apocalypse; en los juegos de Sega Genesis, X-Men y X-Men 2: Clone Wars. Gambit también ha aparecido en algunos juegos de la serie Marvel vs. Capcom, donde ha sido doblado por Tony Daniels, el segundo actor que le dio voz en la serie animada de la década de 1990. También ha aparecido en los dos juegos de X‑Men: Mutant Academy. Es un personaje seleccionable en los juegos X-Men: Next Dimension, X-Men Legends y en X-Men Legends II: Rise of Apocalypse. Es un personaje seleccionable en «X-Men Origins: Wolverine The Game» y también es un personaje seleccionable en Marvel Ultimate Alliance 2 (MUA2) además es un personaje jugable en Marvel Avengers Alliance y en Marvel Contest of Champions.